# Верагуанский манго
Верагуанский манго (лат. Anthracothorax veraguensis) — вид птиц семейства колибри. Оперение птиц металлическое зелёное в верхней части и блестящее зелёное с голубоватым оттенком на груди у самцов или белое с зеленовато-голубой центральной полосой у самок, клюв чёрный, немного изогнутый. Птица обитает в Панаме и Коста-Рике. Предпочитают нектар цветущих кустарников и деревьев с крупными цветами и собирают его с нижних ярусов растительности.
Часто рассматривается подвидом колибри Прево. Биология вида изучена недостаточно.

## Описание
Колибри среднего размера. Спина самца верагуанского манго окрашена в металлический бронзово-зелёный, нижняя часть — в блестящий зелёный, с голубоватым оттенком на груди и по центру живота. Первостепенные маховые перья коричневые, цвет уздечки, скул, щёк и горла варьирует от блестящего желтоватого изумрудно-зелёного цвета до золотисто-зелёного. Грудь и живот тусклые, голубовато-зелёные, по бокам металлического бронзового или зелёного цвета, кроющие перья чёрные с зелёным блеском. Бёдра белые. Хвост в основном тёмно-бордовый с чёрными кончиками. Внешние перья хвоста имеют богатый пурпурно-красный цвет с фиолетовым блеском. Кончики перьев и внешняя кромка крайнего пера примерно до половины окрашены в пурпурно- или сине-чёрный.
Самки верагуанского манго, как и самцы, окрашены в металлическое зелёный в верхней части, в нижней части их оперение белое с широкой зеленовато-голубой центральной полосой. Белый цвет начинается от подбородка и проходит по бокам горла и ниже до анальной области. Стороны шеи и бока окрашены в бронзово-зелёный. Подхвостье светлого бронзово-зелёного цвета, его перья имеют белые кончики или белую полосу на конце. Внешние хвостовые перья также имеют белые кончики, их пересекает широкая полоса глянцевого сине-чёрного цвета, а в верхней части перья окрашены в металлический пурпурный.
Оперение молодых особей похоже на оперение самок, перья центральной полосы имеет красно-коричневые края.
Клюв верагуанского манго чёрный, немного изогнутый, радужка тёмно-коричневая.
Американский орнитолог Роберт Риджуэй в бюллетене Смитсоновского института 1911 года приводит следующие характеристики на основе экземпляров из музейных и частных коллекций: у самца длина тела — 99—111 мм, крыла — 64,5—72 мм, хвоста — 34—37,5 мм, клюва — 23,5-26,5 мм; у самки длина тела — 111 мм, крыла — 65 мм, хвоста — 36,5 мм, информация о длине клюва отсутствует.
Довольно тихий колибри с песней, состоящей из пяти повторяющихся звуков «цее-цее-цецеце…» («tzee-tzee-tzetzetzee…»), исполненных достаточно громко. Также может использовать короткую позывку «тип… тип…» («tip…tip…»).

## Распространение
Верагуанский манго обитает в Панаме и Коста-Рике на побережье Тихого океана. Общая площадь ареала составляет около 57 300 км². Предпочитает открытые пространства пастбищ и берега ручьёв с редкими деревьями и кустарниками. По всей видимости ведёт оседлый образ жизни, информация о миграциях отсутствует. Относится к видам, вызывающим наименьшие опасения, но находится в приложении CITES II конвенции о международной торговле видами дикой фауны и флоры, находящимися под угрозой исчезновения, то есть осуществляется контроль над их торговлей.
Ранее считался эндемиком Панамы, обитая в основном на участке провинции Чирики на юго-востоке до провинции Кокле на юге, включая в частности город Давид в провинции Чирики, округ Калобре в провинции Верагуас, города Агуадульсе и Ната в провинции Кокле. Верагуанский манго расширяет свой ареал. Несколько раз он был замечен на севере страны на Карибском побережье в зоне Панамского канала, в частности американский орнитолог Сторрс Лавджой Олсон в 1993 году отмечал их в провинции Бокас-дель-Торо. Ещё в 1989 году было высказано предположения, что верагуанский манго может достичь Коста-Рики, однако подтверждений этому не находилось. В декабре 2008 года трёх верагуанских манго впервые зафиксировали около небольшого населённого пункта Ла Гамба в провинции Пунтаренас в Коста-Рике примерно в 40 км от границы с Панамой, более поздние свидетельства с более чёткими фотографиями позволили в 2009 году официально включить данный вид в список птиц Коста-Рики.

## Питание
Верагуанские манго — территориальные птицы, охраняющие свои кормовые территории. Они предпочитают нектар цветущих кустарников и деревьев с крупными цветами и собирают его с нижних ярусов от поверхности до высоты 10 метров. Основу рациона составляют представители родов Calliandra, эритрина (Erythrina) и инга (Inga). При этом в Коста-Рике они питались нектаром только эритрины. Как и все колибри, питаются также беспозвоночными.

## Размножение
В отличие от большинства колибри, представители рода манго строят полностью открытые гнёзда. Птицы откладывают два яйца, что характерно для всех без исключения колибри. Птенцы появляются на свет голыми, слепыми и полностью беспомощными, однако они не пищат чтобы избежать внимания хищников к полностью открытому гнезду.
Более подробная информация о размножении верагуанского манго отсутствует.

## Систематика
Верагуанский манго был впервые описан в 1855 году немецким зоологом Людвигом Райхенбахом на основе экземпляра с провинции Верагуас, что легло в основу видового названия. Но ещё в 1854 году Райхенбах использовал его nomen nudum. Несмотря на то, что сам Райхенбах отнёс данный вид к роду Anthracothorax, многие ранние систематики вплоть до 1900 года относили его к сверкающим колибри (Lampornis). Кроме того, британский зоолог Джон Эдуард Грей в 1869 году высказывал мнение, что он принадлежит златогорлым колибри (Polytmus). В бюллетене Смитсоновского института 1911 года Риджуэй отнёс данный вид к роду Anthracothorax. В работе американского орнитологического общества 1983 года верагуанский манго считается подвидом колибри Прево, некоторые учёные до сих пор поддерживают такую классификацию, однако Международный союз орнитологов считает верагуанского манго отдельным видом.
Филогенетические исследования цветового спектра оперения колибри указывают на то, что данный вид является сестринским по отношению к кладе колибри Прево (Anthracothorax prevostii) и черногорлого манго (Anthracothorax nigricollis). Джеймс Ван Ремсен и другие располагают колибри Прево, верагуанского и черногорлого манго последовательно, но отмечают, что так как ареал двух последних пересекается, такое расположение основано на сестринском отношении колибри Прево и верагуанского манго. По некоторым оценкам эти два вида разделились около 100 тысяч лет назад и их ДНК очень близки. Анхела Шмитц-Орнес (Angela Schmitz Ornés) и М. Хазе (Haase) в 2009 году на основе анализа цветового спектра оперения предложили филогенетическое дерево, радикально отличающееся от традиционного, но сильно противоречащее исследованиям последовательностей ДНК. В нём верагуанский манго расположен рядом с доминиканским.